# Silscheder Tunnel

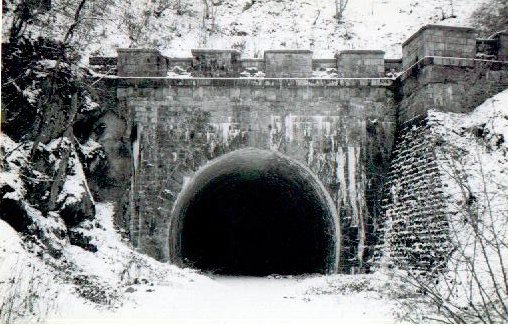
Nordportal, 2004

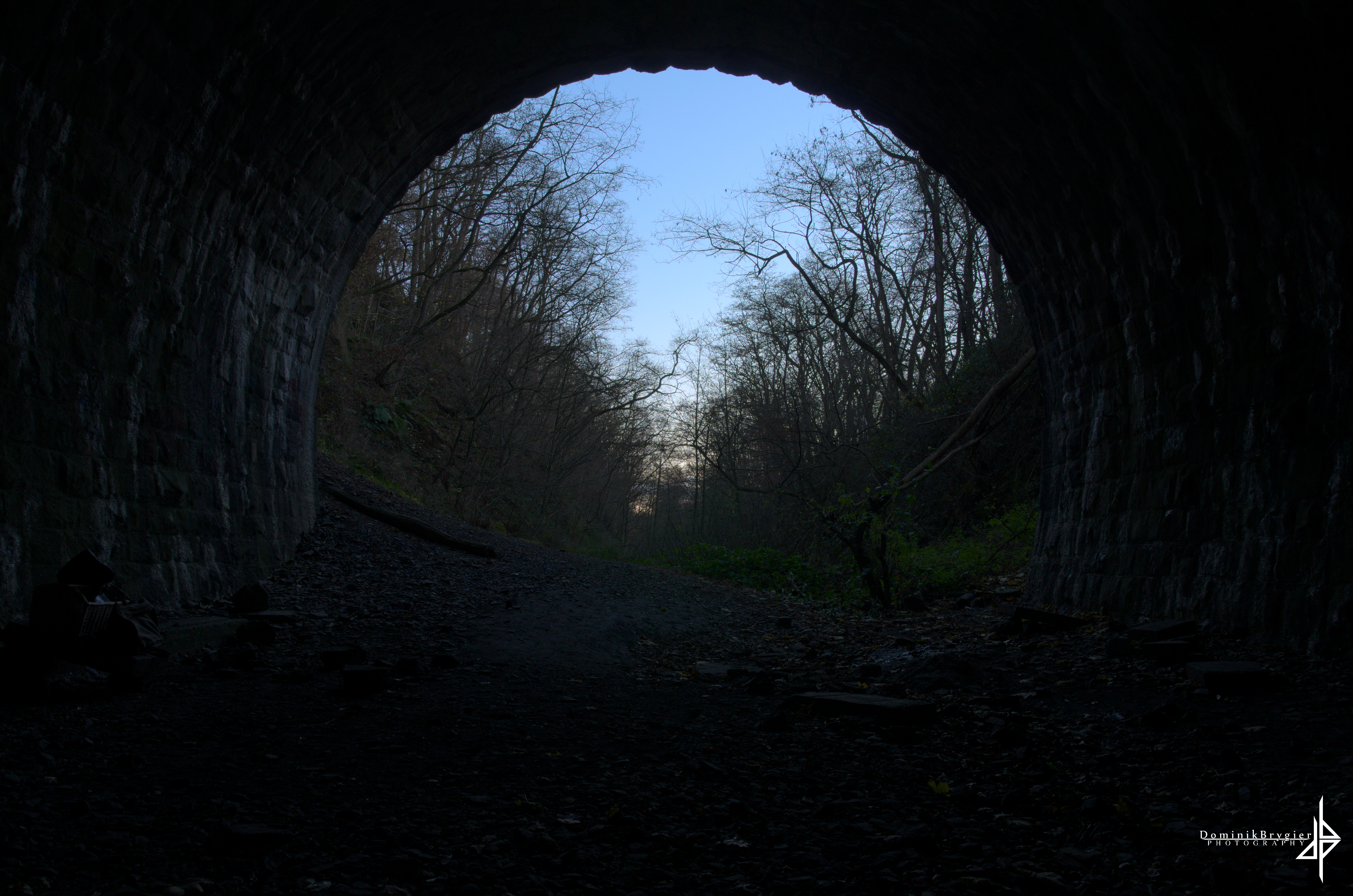
Ausblick aus dem Tunnel

Der Silscheder Tunnel ist ein ehemaliger Eisenbahntunnel an der Bahnstrecke Witten–Schwelm im Ortsteil Silschede der nordrhein-westfälischen Stadt Gevelsberg. Er ist 845 m lang. Er wurde 1934 in Betrieb genommen. Im Zweiten Weltkrieg wurden hier sowie in anderen nahen Tunnelbauwerken unter anderem mit dem Tarnnamen „Buchfink“ Flugzeuge des Typs Messerschmitt Bf 109 durch die Firma Hansen & Co. aus Münster repariert. Die Stilllegung erfolgte 1983. Er ist Teil der Radwegeplanung in Nordrhein-Westfalen. Das Vorhaben ist unter Naturschutzgesichtspunkten (Fledermausschutz) umstritten.